# Caverne des Lataniers
La caverne des Lataniers est une grotte volcanique de l'île de La Réunion, département d'outre-mer français dans le sud-ouest de l'océan Indien.

## Localisation

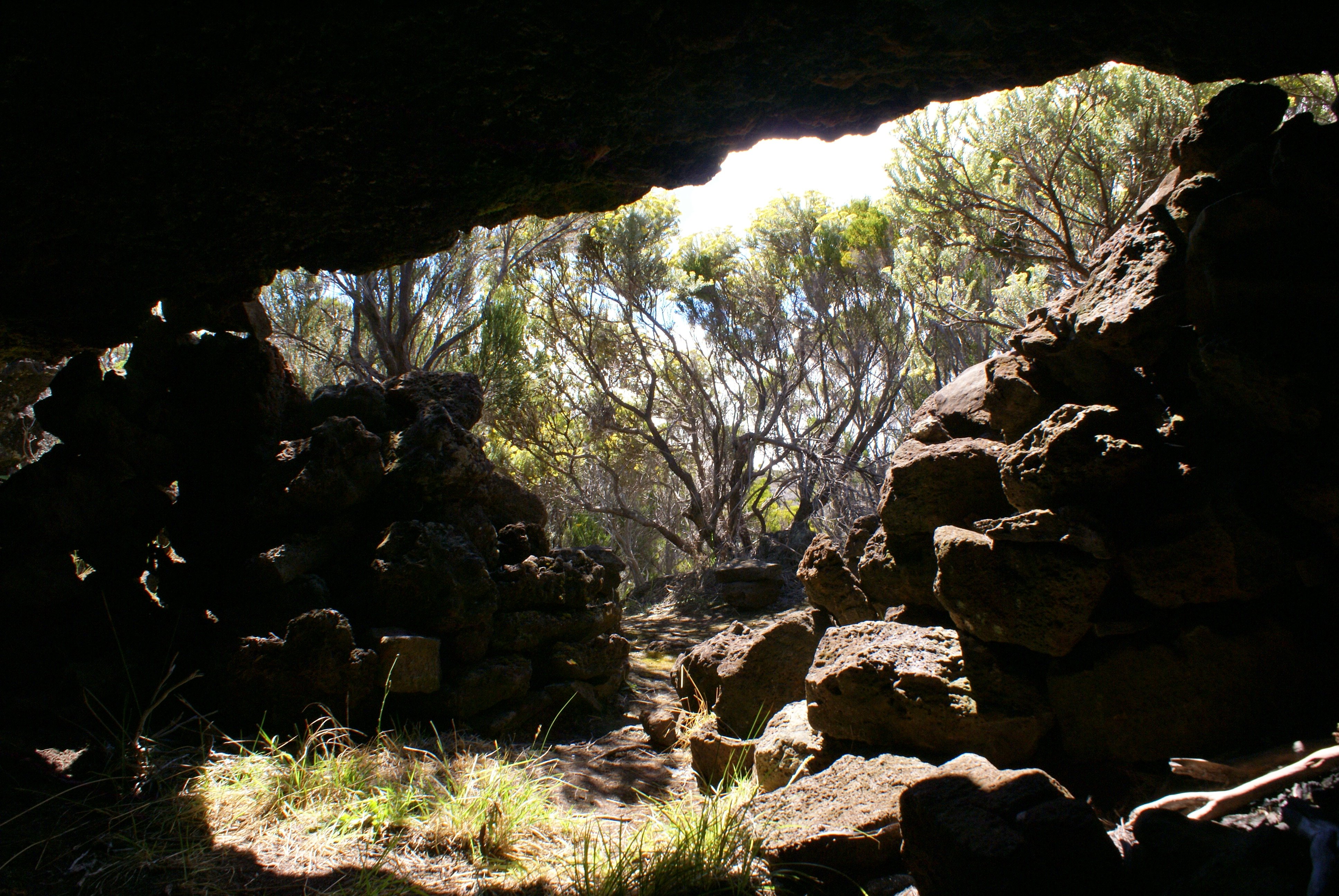
La caverne s'ouvre dans un bosquet de branles verts

La grotte est située à 2 360 mètres d'altitude à l'entrée, par le nord, de la plaine des Remparts, aux confins des communes de Saint-Joseph, au sud-ouest, et du Tampon, au nord-est. Elle se trouve ainsi en zone de cœur du parc national de La Réunion.

## Histoire
La caverne des Lataniers était autrefois un arrêt fréquent des expéditions qui se rendaient au Piton de la Fournaise, le volcan actif de l'île, depuis la plaine des Cafres. Elle servait alors de gîte aux voyageurs au terme de ce qui était généralement leur première journée de marche depuis ce plateau. 
De nos jours, le sentier de grande randonnée R2 passe toujours à proximité de la caverne avoir dépassé le piton des Feux à Mauzac et avant d'atteindre le plateau des Basaltes.